# Orthetrum pruinosum
Orthetrum pruinosum là một loài chuồn chuồn ngô.

## Hình ảnh

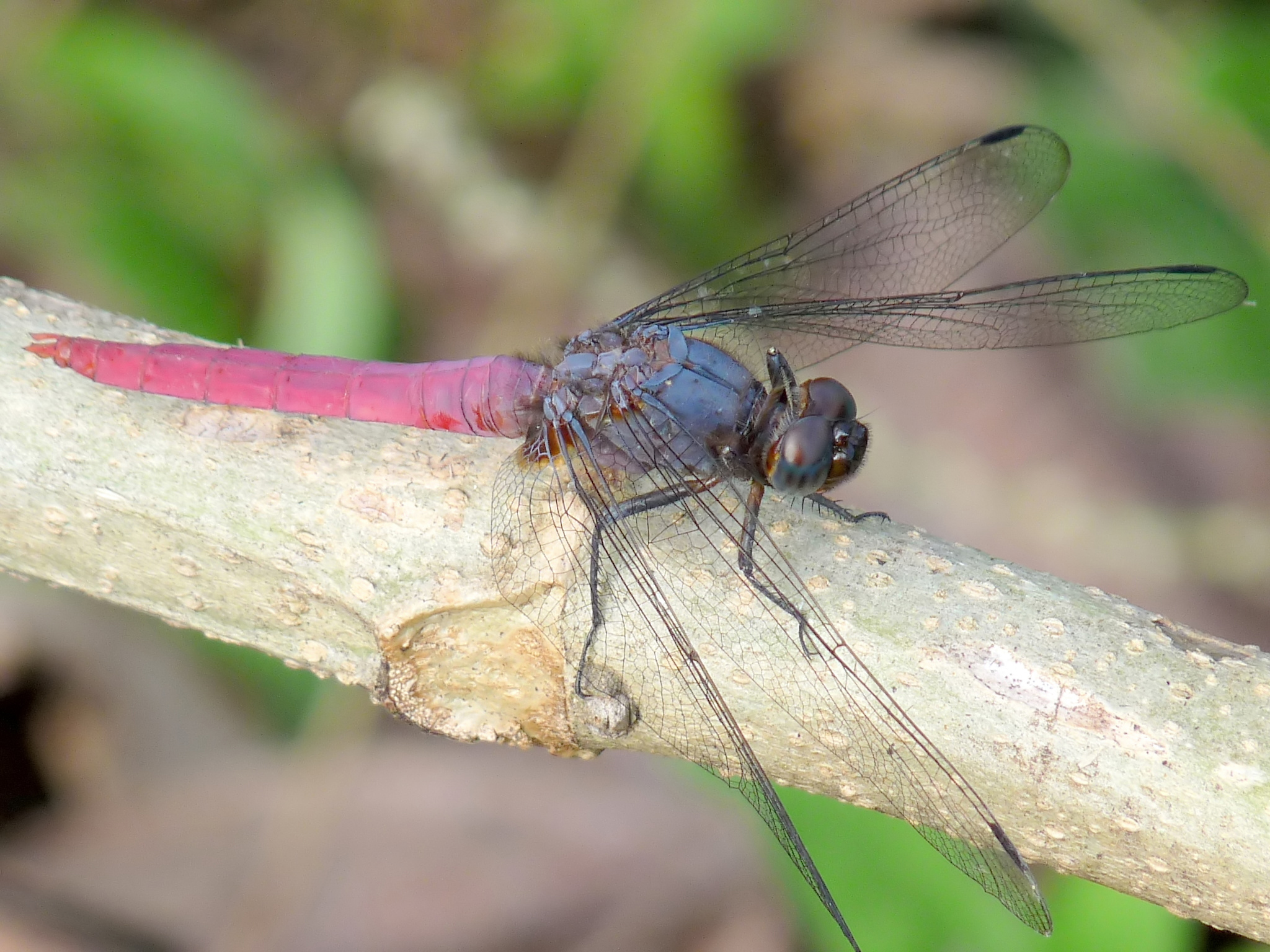
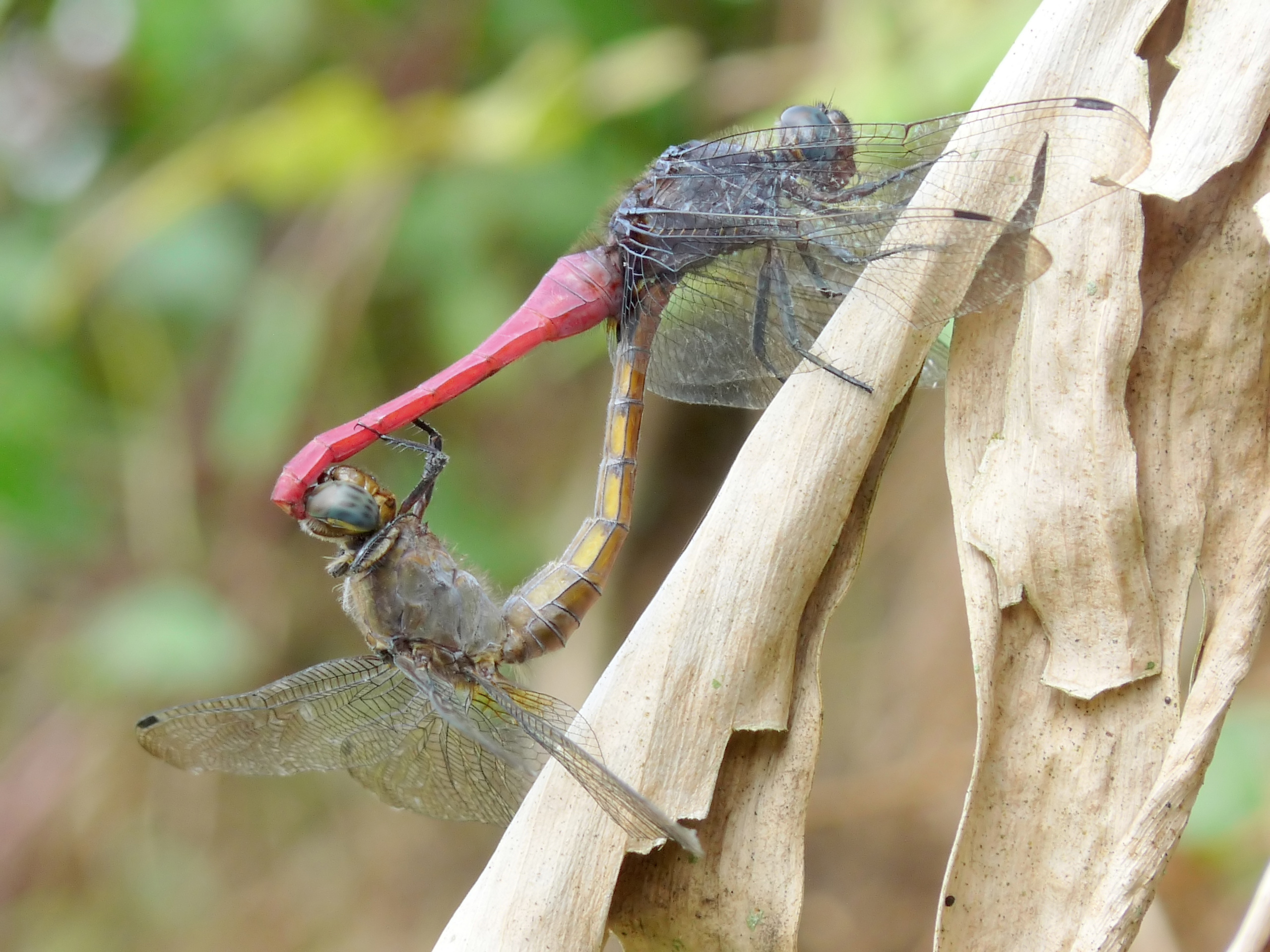
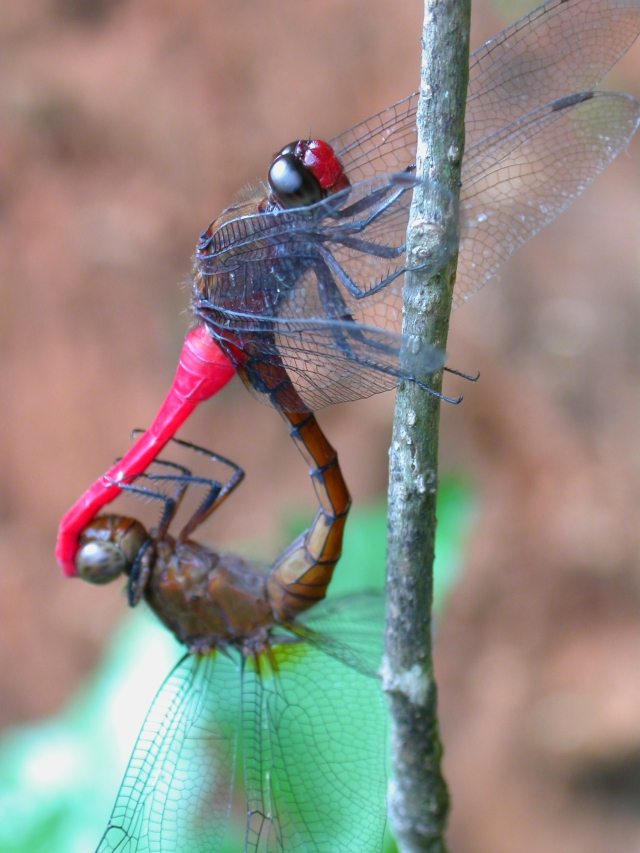
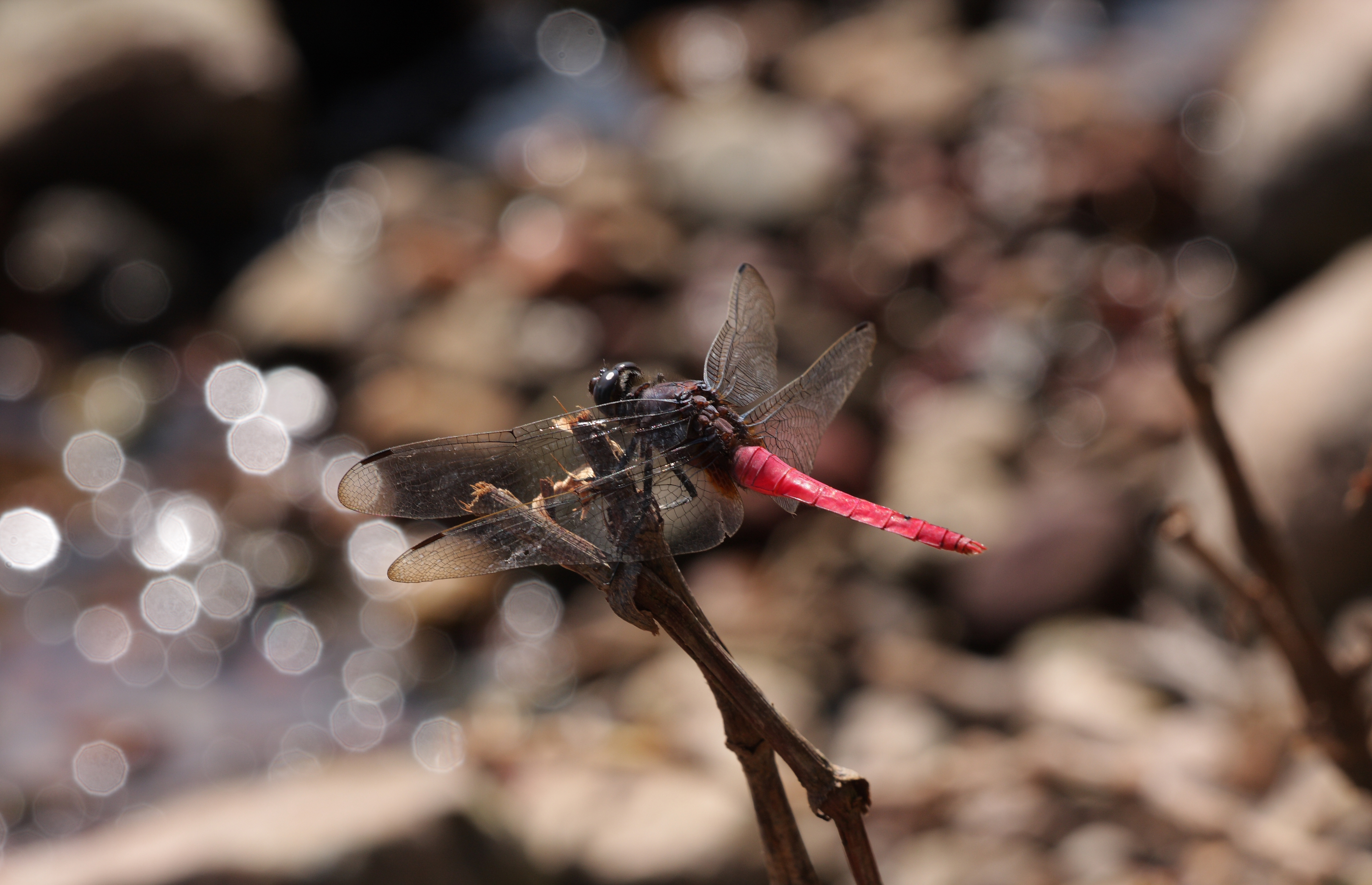